# Saint-Mandé
Saint-Mandé là một xã trong vùng hành chính Île-de-France, thuộc tỉnh Val-de-Marne, quận Nogent-sur-Marne, tổng Saint-Mandé. Tọa độ địa lý của xã là 48° 50' vĩ độ bắc, 02° 25' kinh độ đông. Saint-Mandé có điểm thấp nhất là 42 m mét và điểm cao nhất là 54 m mét. Xã có diện tích 0,92 km², dân số vào thời điểm 1999 là 19 697 người; mật độ dân số là 21.388 người/km².

## Thông tin nhân khẩu
| 1936   | 1946   | 1954   | 1962   | 1968   | 1975   | 1982   | 1990   | 1999   |
| ------ | ------ | ------ | ------ | ------ | ------ | ------ | ------ | ------ |
| 22 253 | 23 061 | 24 522 | 24 325 | 23 044 | 20 968 | 18 673 | 18 684 | 19 697 |

## Nhân vật nổi tiếng
- Martine Carol (1920-1967), nữ diễn viên
- Bruno Crémer (sinh 1929), diễn viên
- Alexandra David-Néel (1868-1969), nhà văn nữ
- Frédéric Diefenthal (sinh 1968), diễn viên
- Jules Guesde (1845-1922), chính trị gia
- Alice Guy-Blaché (1873-1968), nữ đạo diễn phim
- Dominique Laffin (1952-1985), nữ diễn viên

## Địa điểm tham quan
- Nhà thờ Notre-Dame, xây dựng 1883 - 1885.
- Hôpital Bégin, xây dựng 1855 - 1858.
- Nhà thờ Saint-Louis, xây dựng 1923 - 1924.